# Bathyclupeidae
I Bathyclupeidae sono una famiglia di pesci ossei abissali appartenenti all'ordine Perciformes. Non hanno nulla a che fare con i veri Clupeidae (sardine, aringhe, etc.). Comprende il solo genere Bathyclupea.

## Distribuzione e habitat
Sono diffusi in tutti gli oceani tropicali e temperati. Sono assenti però dall'Oceano Atlantico orientale e dal mar Mediterraneo. La maggior parte delle specie si trova nell'Oceano Pacifico.
Si crede che abbiano abitudini batipelagiche e sono tipici delle acque oceaniche aperte.

## Descrizione
Questi pesci hanno una breve pinna dorsale priva di raggi spinosi ed inserita in posizione abbastanza posteriore; la pinna anale è invece lunga e porta un raggio spinoso. Entrambe queste pinne sono coperte di scaglie nell'animale vivo. Le pinne pettorali sono grandi. Bocca ed occhi di solito abbastanza grandi.
Le dimensioni sono piccole, fino a 20 cm.

## Biologia
Pressoché ignota.

## Specie
- Genere Bathyclupea
  - Bathyclupea argentea
  - Bathyclupea elongata
  - Bathyclupea gracilis
  - Bathyclupea hoskynii
  - Bathyclupea malayana
  - Bathyclupea megaceps
  - Bathyclupea schroederi[2]